# Broughton-in-Furness
Broughton-in-Furness è un paese di 900 abitanti della contea del Cumbria, in Inghilterra.